# 曲河街道
曲河街道是中华人民共和国湖南省永州市冷水滩区下辖的一个街道办事处。2015年11月16日，岚角山镇与曲河街道成建制合并设立曲河街道。

## 行政区划
曲河街道下辖以下村级行政区划单位：
前进社区、逸云社区、曲河社区、马路街社区。